# Ophryotrocha geryonicola
Ophryotrocha geryonicola är en ringmaskart som först beskrevs av Esmark 1878.  Ophryotrocha geryonicola ingår i släktet Ophryotrocha och familjen Dorvilleidae. Arten är reproducerande i Sverige. Inga underarter finns listade i Catalogue of Life.